# NGC 2604
NGC 2604 è una galassia a spirale barrata situata nella costellazione del Cancro, a una distanza di circa 111 milioni di anni luce dalla nostra Via Lattea.

## Scoperta
La galassia è stata scoperta il 27 gennaio 1785 dall'astronomo britannico di origine tedesca William Herschel.

## Descrizione
NGC 2604 ha una classe di luminosità III-IV e presenta una larga riga a 21 cm dell'idrogeno neutro.
Nella galassia sono presenti anche regioni di idrogeno ionizzato.
Risulta essere una galassia starburst che contiene anche stelle di Wolf-Rayet.
PGC 24004 è una piccola galassia posta nelle vicinanze di NGC 2604; viene talvolta designata come NGC 2604B, ma non è inserita nel New General Catalog di John Dreyer.

## Supernova
Il 10 aprile 2002, all'interno di NGC 2604 è stata scoperta la supernova 2002ce dall'astronomo amatoriale britannico Ron Arbour. La supernova è stata classificata di tipo II.